# فيلودوساوات
الفيلودوساوات (الاسم العلمي:Phyllodocinae) هي أسرة من الحلقيات تتبع فصيلة الفيلودوسات من رتبة الفيلودوسيات.

## الأجناس
- الفيلودوس